# Айги, Алексей Геннадьевич
Алексе́й Генна́дьевич Айги́ (род. 11 июля 1971, Москва) — российский композитор, скрипач, руководитель Ансамбля 4’33".

## Биография
Сын поэта Геннадия Айги. Окончил музыкальное училище имени Ипполитова-Иванова. Работает в эстетике, близкой к минимализму.

## Общественная позиция
Подписал открытое письмо КиноСоюза против военного вторжения в Украину.

## Ансамбль 4’33"

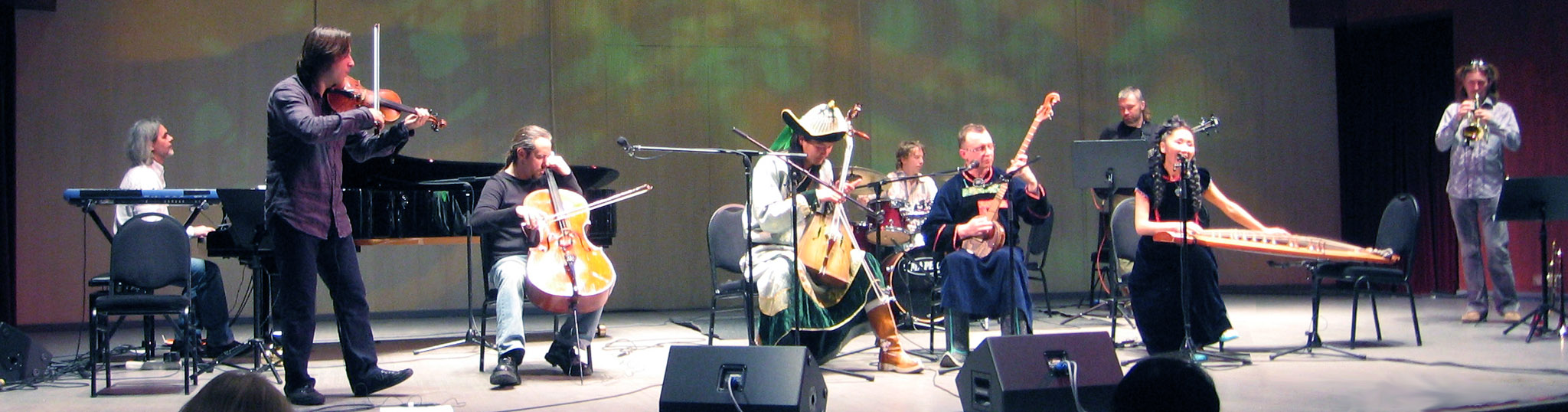
Алексей Айги (второй слева), Ансамбль 4’33" и группа «Намгар» исполняют музыку из телесериала «Сыщик Путилин» на фестивале «Роза Мира» в Московском Доме музыки, 13 ноября 2008

Ансамбль 4’33" основан в мае 1994 года в Москве. Название коллектива отсылает к одноимённой минималистической пьесе Джона Кейджа, в которой в течение 4 минут 33 секунд (на Западе этот промежуток времени часто обозначается 4’33") пианист не извлекает ни одного звука из инструмента. Ансамбль исполняет как сочинения Айги (с импровизациями), так и музыку Джона Кейджа, Терри Райли, Стива Райха и других авторов. Первые гастроли в Самаре в рамках фестиваля «Европейские дни в Самаре» в 1996 году. В настоящее время гастролирует в России и странах Европы.

### Состав ансамбля
- Алексей Айги — скрипка
- Денис Калинский — виолончель
- Андрей Гончаров — труба, флюгельгорн
- Эрки́н Юсупов — тромбон
- Аркадий Марто — клавишные, электроника
- Сергей Никольский — бас
- Владимир Жарко — ударные

## Дискография
- 1997 — Falls
- 1997 — Sisters Grimm Tales (совместно с фольклорным дуэтом «Не Те»)
- 1997 — Not only for… (в составе Russian-German Composers Quartet: совместно с Dietmar Bonnen[англ.])
- 1998 — Сердца 4х33х
- 1998 — Страна глухих (музыка к фильму Валерия Тодоровского, релиз в 2001 году)
- 1999 — Рука. Секунда (музыка для спектакля «One Second Hand» Кинетического Театра Саши Пепеляева)
- 1999 — Таксидермия
- 2000 — …Charms (в составе Russian-German Composers Quartet: совместно с Dietmar Bonnen[англ.])
- 2001 — Equus (музыка для спектакля по пьесе Питера Шеффера, поставленного Александром Вартановым и Татьяной Копыловой для театрального центра «Драм-антре»)
- 2001 — Musique Cyrillique (совместно с Пьером Бастьеном)
- 2002 — Up From The Skies (Алексей Айги и Dietmar Bonnen[англ.] играют музыку Джими Хендрикса)
- 2002 — Счастье, Слава и Богатство
- 2003 — MIX (совместно с Миной Агосси)
- 2003 — Black Water (Алексей Айги и Dietmar Bonnen[англ.] играют музыку Фрэнка Заппы)
- 2004 — Мой сводный брат Франкенштейн (музыка к фильму Валерия Тодоровского)
- 2005 — Гибель Империи (музыка к фильму Владимира Хотиненко)
- 2005 — Live@Loft (концертный CD-альбом и DVD-видео)
- 2005 — Téléconcerts (совместно с Пьером Бастьеном)
- 2007 — Князь ветра / The Prince of Wind (музыка к телесериалу «Сыщик Путилин», совместно с группой «Намгар»)
- 2008 — The Closer / Близость (музыка к спектаклю Елены Новиковой «Близость» по пьесе Patrick Marber[англ.])
- 2009 — Nightshift (Алексей Айги и Dietmar Bonnen[англ.] играют музыку Курта Вайля)
- 2012 — Anonymous (Алексей Айги и Dietmar Bonnen[англ.] играют средневековую музыку в своем изложении)
- 2012 — Hard Disc
- 2013 — Caprice Portamento Island (Алексей Айги и Keisuke Ohta), Mavi Keman Records (BRDS-1010)
- 2014 — Bandes Originales de films (Cherchez Hortense / Le Grand Alibi / Je Pense À Vous / L'École Du Pouvoir / Moloch Tropical / Meurtre À Pacot / Le Petit Poucet / Rondo / Je Ne Dis Pas Non) (музыка, написанная для французского кинематографа и телевидения), Music Box Records (MBR-056)
- 2016 — Spirit Lives (CD+DVD) (посвящено Сергею Курёхину)[4] (CD: произведения Сергея Курёхина + DVD: запись концерта в Московской государственной консерватории имени П. И. Чайковского совместно с оркестром Ad Libitum и другими приглашенными участниками), Leo Records (CD LR 767/768)
- 2021 — Alcohol, SoLyd Records (SLR 0433)
- 2021 — Palimpsest, SoLyd Records (SLR 0460)

## Фильмография
Музыка Алексея Айги звучит в следующих фильмах:
- 1997 — «Страна глухих», реж. Валерий Тодоровский
- 1998 — «Ретро втроём», реж. Пётр Тодоровский
- 1999 — «Частные хроники. Монолог», реж. Виталий Манский
- 2000 — «Каменская» (телесериал), реж. Юрий Мороз
- 2001 — «Подозрение», реж. Вячеслав Сорокин
- 2001 — «Каменская 2» (телесериал), реж. Юрий Мороз
- 2002 — «Любовник», реж. Валерий Тодоровский
- 2002 — «Порядок слов» (телепередача на канале «Культура», выходившая до 2008 г.)
- 2004 — «Квартирка» (сериал), реж. Александр Грабарь, Татьяна Копылова, Александр Вартанов
- 2004 — «Марс», реж. Анна Меликян
- 2004 — «Мой сводный брат Франкенштейн», реж. Валерий Тодоровский
- 2004 — «Рагин», реж. Кирилл Серебренников
- 2005 — «Гибель империи», реж. Владимир Хотиненко
- 2005 — «Марсианские хроники. Глава 34. Часть I», реж. Антон Молок (не был завершён)
- 2005 — «Сундук предков», реж. Нурбек Эген
- 2006 — «Charell» / «Чэрелл», реж. Mikhaël Hers
- 2006 — «Je pense à vous» / «Я думаю о тебе», реж. Паскаль Боницер
- 2006 — «Mans vīrs Andrejs Saharovs» / «Мой муж Андрей Сахаров» (документальный), реж. Инара Колмане
- 2007 — «Открытое пространство», реж. Денис Нейманд
- 2007 — «Сыщик Путилин», реж. Сергей Газаров, (саундтрек издан как альбом «Князь Ветра»)
- 2007 — «Частный заказ» (сериал), реж. Сергей Ткачёв
- 2008 — «Дикое поле», реж. Михаил Калатозишвили
- 2008 — «Очень русский детектив», реж. Кирилл Папакуль
- 2008 — «Поднебесье» (документальный), реж. Вера Водынски
- 2008 — «Сеть», реж. Нурбек Эген
- 2008 — «Снежный ангел» (телефильм), реж. Александр Карпиловский
- 2008 — «Тихая семейная жизнь» (телесериал), реж. Матвей Живов
- 2008 — «Akts» (документальный), реж. Инара Колмане
- 2008 — «Le Grand Alibi» / «Большое алиби», реж. Паскаль Боницер
- 2009 — «Пистолет Страдивари», реж. Алексей Луканев
- 2009 — «Последний день Булкина И. С.» (короткометражный), реж. Алексей Андрианов
- 2009 — «Профилактика повторных преступлений» (короткометражный), реж. Филипп Абрютин
- 2009 — «Серёжа» (короткометражный), реж. Александр Коротков
- 2009 — «Je ne dis pas non» / «Не могу отказать», реж. Iliana Lolic
- 2009 — «L'école du pouvoir» / «Школа власти» (телефильм), реж. Рауль Пек
- 2009 — «Moloch Tropical» / «Тропический молох» (телефильм), реж. Рауль Пек
- 2010 — «Доктор Тырса» (телесериал), реж. Дмитрий Константинов, Алёна Званцова
- 2010 — «Старшая жена», реж. Иван Соловов, (совм. с Намгар Лхасаранова)
- 2010 — «Algo de Bom» (короткометражный), реж. Rui Vieira
- 2011 — «Достоевский» (телесериал), реж. Владимир Хотиненко
- 2011 — «И не было лучше брата», реж. Мурад Ибрагимбеков
- 2011 — «Из Токио» (короткометражный), реж. Алексей Герман (младший)
- 2011 — «Нереальная история», (скетч-шоу, 1-й сезон), реж. Кирилл Папакуль
- 2011 — «Охотники за бриллиантами», реж. Александр Котт
- 2011 — «Печорин», реж. Роман Хрущ, (music: «Undina’s Song»)
- 2011 — «Собиратель пуль», реж. Александр Вартанов
- 2011 — «Le Petit Poucet» / «Мальчик-с-пальчик» (телефильм), реж. Марина де Ван
- 2011 — «Rondo» / «Рондо», реж. Оливье Ван Мальдергем (Olivier van Malderghem)
- 2012 — «Орда», реж. Андрей Прошкин
- 2012 — «Cherchez Hortense» / «В поисках Ортенза», реж. Паскаль Боницер
- 2013 — «Зеркала», реж. Марина Мигунова
- 2013 — «Саранча», реж. Егор Баранов
- 2013 — «Чёрные кошки» (телесериал), реж. Евгений Лаврентьев
- 2013 — «Assistance Mortelle» / «Fatal Assistance» / «Роковая помощь» (документальный), реж. Рауль Пек
- 2014 — «Бесы» (телесериал), реж. Владимир Хотиненко
- 2014 — «Вычислитель», реж. Дмитрий Грачёв
- 2014 — «Дубровский», реж. Александр Вартанов и Кирилл Михановский
- 2014 — «Испытание», реж. Александр Котт
- 2014 — «Мой Дагестан. Исповедь» (документальный), реж. Мурад Ибрагимбеков
- 2014 — «Переводчик» (мини-сериал), реж. Андрей Прошкин
- 2014 — «Последний» / «Sonuncu» (короткометражный), реж. Сергей Пикалов
- 2014 — «Тамарка» (мини-сериал), реж. Екатерина Шагалова
- 2014 — «Уходя в оранжевый» (короткометражный), реж. Антон Калюжный
- 2014 — «Шагал – Малевич», реж. Александр Митта
- 2014 — «Meurtre à Pacot» / «Murder in Pacot» / «Убийство в Пакот», реж. Рауль Пек
- 2015 — «В далёком сорок пятом... Встречи на Эльбе», реж. Мира Тодоровская
- 2015 — «Клетка», реж. Элла Архангельская
- 2015 — «Красная королева» (телесериал), реж. Алёна Семёнова
- 2015 — «Наследники», реж. Владимир Хотиненко
- 2015 — «Орлеан», реж. Андрей Прошкин (совм. с Мартином Жаком)
- 2015 — «Родина» (телесериал), реж. Павел Лунгин
- 2015 — «Саранча» (мини-сериал), реж. Егор Баранов
- 2016 — «Деревенский анекдот» (телефильм), реж. Кирилл Вытоптов
- 2016 — «Мата Хари» (телесериал, Россия / Португалия / Украина), реж. Julius Berg, Dennis Berry, Ольга Ряшина
- 2016 — «Свободная» (короткометражный), реж. Юлия Дмитриева
- 2016 — «Следующий» / «Next» (короткометражный), реж. Елена Бродач
- 2017 — «Бежать от войны» (документальный), реж. Мария Иванова
- 2017 — «Выход» (документальный), реж. Антон Калюжный
- 2017 — «Доктор Рихтер» (телесериал), реж. Андрей Прошкин, Илья Казанков
- 2017 — «Мот Нэ», реж. Сергей Ольденбург-Свинцов
- 2017 — «Чужая дочь» (сериал), реж. Сергей Газаров
- 2017 — «André — The Voice of Wine» / «Андрей — Голос вина» (документальный, США / Франция / Италия / Великобритания), реж. Марк Челищев
- 2017 — «Молодой Карл Маркс», реж. Рауль Пек
- 2017 — «I am not your Negro» / «Я вам не негр» (документальный, США), реж. Рауль Пек
- 2017 — «Our Little Secret», реж. Юрий Зельцер
- 2018 — «Пилигрим», реж. Александр Баршак
- 2018 — «Юман» (короткометражный), реж. Елена Рябцева (одну из ролей исполнила Вероника Айги — сестра Алексея)
- 2019 — «Хэппи-энд», реж. Евгений Шелякин
- 2020 — «Немцы», реж. Стас Иванов
- 2021 — «Белый снег», реж. Николай Хомерики
- 2021 — «ГогоӀ-могоӀ» (короткометражный), реж. Александр Котт
- 2022 — «Чук и Гек. Большое приключение», реж. Александр Котт
- 2023 — «Цербер» (совместно с Александрой Магакян), реж. Владимир Щегольков
- 2024 — «Домовой», реж. Андрей Загидуллин

Кроме того, Алексей Айги автор музыки к немым фильмам через много лет после их выхода (проект «Немое кино — Живая музыка»):
- 1997 — «Дом на Трубной» (1928, реж. Борис Барнет)
- 1998 — «Зимний сад» / «Wintergartenprogramm» (1895, реж. Макс Складановский, Эмиль Складановский)
- 1997 — «Кукла» / «Die Puppe» (1919, реж. Эрнст Любич)
- 1996 — «Метрополис» / «Metropolis» (1927, реж. Фриц Ланг)
- 2000 — «Девушка с коробкой» (1927, реж. Борис Барнет) премьера музыкального сопровождения в исполнении ансамбля 4’33" на церемонии открытия XXII Московского международного кинофестиваля
- 2000 — «Счастье» (1934, реж. Александр Медведкин)

## Награды и номинации
- 1999 — Номинация на премию «Ника» за музыку к фильму («Страна глухих»)
- 1999 — Премия «Золотой овен» за музыку к фильму («Страна глухих»)
- 2003 — Номинация на премию «Ника» за музыку к фильму («Любовник»)
- 2008 — Премия «Ника» за музыку к фильму («Дикое поле»)
- 2008 — Премия «Золотой орёл» за музыку к фильму («Дикое поле»)
- 2008 — Премия «Белый слон» за музыку к фильму («Дикое поле»)
- 2008 — Премия им. М. Таривердиева на кинофестивале «Кинотавр» («Дикое поле»)
- 2013 — Номинация на премию «Золотой орёл» за Лучшую музыку к фильму («Орда»)[5]
- 2013 — Премия «Ника» за лучшую музыку к фильму («Орда»)
- 2014 — Номинация на премию «Золотой орёл» за Лучшую музыку к фильму («Зеркала»)
- 2014 — Номинация на премию «Ника» за лучшую музыку к фильму («Зеркала»)
- 2014 — Приз за лучшую музыку к фильму на фестивале «Киношок» («Испытание»)[6]
- 2015 — Премия Гильдии киноведов и кинокритиков России «Белый слон» за музыку к фильму («Испытание»)[7]
- 2015 — Профессиональный приз Ассоциации продюсеров кино и телевидения в области телевизионного кино в категории «Лучшая оригинальная музыка к телефильму/сериалу» («Переводчик»)[8] и номинация на этот приз («Бесы»)[9]
- 2015 — Премия «Ника» за лучшую музыку к фильму («Испытание»)
- 2016 — Премия «Ника» за лучшую музыку к фильму («В далёком сорок пятом… Встречи на Эльбе», с Петром Тодоровским) и номинация на премию за лучшую музыку к фильму («Орлеан», совм. с Мартином Жаком)
- 2022 — Премия «Золотой орёл» за лучшую музыку к фильму («Белый снег»)[10]

## Участие в других проектах
- Дмитрий Воденников, диск «Не для всех». Воденников читает стихотворение «Я не кормил с руки литературу…» под музыку Фрэнка Заппы, исполняемую 4’33".